# Джиммі Суарес
Хайме Суарес Суесас (ісп. Jaime Suárez Juesas), відоміший під прізвиськом Джиммі (ісп. Jimmy, нар. 31 грудня 1996, Ов'єдо) — іспанський футболіст, півзахисник кіпрського клубу АЕК (Ларнака). Виступав також за клуб «Реал Ов'єдо». Володар Кубка Кіпру.

## Ігрова кар'єра
Хайме Суарес Суесас народився 1996 року в місті Ов'єдо, та є вихованцем футбольної школи клубу «Реал Ов'єдо». У 2015 році клуб віддав Суареса в оренду до нижчолігової команди «Астур», з якої футболіст повернувся в 2016 році.
Протягом 2016—2019 років Суарес грав у другій команді клубу «Реал Ов'єдо», а з 2019 грав у першій команді клубу, де став гравцем основного складу.
З 2024 року Джиммі Суарес грає у складі кіпрського клубу АЕК (Ларнака). У складі команди в сезоні 2024—2025 років футболіст став володарем Кубка Кіпру.

## Титули і досягнення
- Володар Кубка Кіпру (1):

АЕК (Ларнака): 2024–2025